# Stefan ze Lwowa
Stefan ze Lwowa (zm. przed 16 sierpnia 1417 w Subkowach) – dominikanin, biskup chełmski 1375?–1416/17, biskup pomocniczy poznański 1383, sufragan włocławski 1384-1416/17.
Według tradycji dominikańskiej i późniejszych niektórych badaczy miał być wykształconym teologiem z dominikańskiego konwentu lwowskiego pochodzenia ormiańskiego. Być może historiografia dominikańska pomyliła go z ormiańskim Stefanem, arcybiskupem nicejskim, przebywającym w połowie XV w.  na ziemiach polskich. Władysław Abraham utożsamia go z wikariuszem klasztoru dominikańskiego we Lwowie z ok. 1376 Stefanem, synem Szymona. Jako dominikanin nie pełnił żadnych funkcji w prowincji zakonnej.
Nie wiadomo kiedy został mianowany biskupem chełmskim. Najczęściej uważa się, że miało to miejsce ok. 1380, ale być może nastąpiło to w 1375 wraz z odnowieniem arcybiskupstwa halickiego. W diecezji tej przebywał okresowo, udzielał posługi pontyfikalnej w innych diecezjach. Wynikało to z braku uposażenia świeżo powołanej diecezji. W 1383 przebywał jako sufragan w diecezji poznańskiej, posiadał tam niewielkie uposażenie. Wraz z przeniesieniem Jana Kropidły w 1384 na biskupstwo włocławskie Stefan również się tam przeniósł w charakterze sufragana. W diecezji włocławskiej jego działalność pontyfikalna jest źródłowo poświadczona dla lat 1386-1416. W dokumentach tytułowany jest głównie wikariuszem generalnym działającym na obszarze całej diecezji. Jego głównym miejscem pobytu były dwory w Ciechocine i Subkowych. Jesienią 1410 został przez krzyżaków zmuszony do opuszczenia dworu w Subkowych, tym samym i pomorskiej części diecezji włocławskiej,  nie wiadomo kiedy powrócił, obecny był w 1413. 
Czasami przebywał w diecezji chełmskiej. Prawdopodobnie był 14 XI 1394 we Lwowie, nadając przywilej odpustowy dla tamtejszego konwentu dominikańskiego. Dowodnie zjawił się w swojej diecezji w styczniu 1403, dokonując poświęcenia parafii w Lipiu (dziś Mokrelipie koło Szczebrzeszyna).  Powrócił do diecezji włocławskiej konsekrując 7 X 1403 kościół klasztoru kartuzów w Kartuzach. Przebywając poza diecezją, usiłował jednak sprawować w niej rządy osobiście lub za pośrednictwem powołanego przez siebie zarządu, o czym świadczą chociażby dokumenty wystawione w diecezji włocławskiej przez biskupa Stefana dla parafii Gorzków (24 VI 1404) i Małoniż (13 I 1406)  Jednak jego jurysdykcja nad diecezją chełmską ustała w latach 1406-1413. W 1406 władzę sprawował arcybiskup Jakub Strepa, a po jego śmierci, w latach 1409-1412 Grzegorz z Buczkowa, biskup włodzimierski. Później powrócił do kierowania diecezją chełmską, choć nadal z terenu diecezji włocławskiej. Wyrazem tego był dokumeny dla kościoła w Czernięcinie (12 I 1416). Bieżącymi sprawami diecezji zajmował się wikariusz generalny Jan, rektor kościoła w Szczebrzeszynie, wzmiankowany w 1397.
Stefan zmarł na Pomorzu podczas zarazy po 19 sierpnia 1416, a przed 16 sierpnia 1417. Nie wiadomo gdzie został pochowany, prawdopodobnie na terenie diecezji włocławskiej.